# Самтранс
„Самтранс“ е обществено-транспортна компания в гр. Сан Карлос (САЩ, щата Калифорния, окръг Сан Матео). Тя е автобусен превозвач, обслужващ окръг Сан Матео и части от близките градове Сан Франциско и Пало Алто.
Основана е на 1 юли 1976 г. Обслужва 48 автобусни линии с 296 автобуса, има дневен пътникопоток от 50 000 души. Това е най-големият автобусен превозвач в окръг Сан Матео.
Цените на билетите към 2012 г. са $2 за възрастни, $1,25 за деца и младежи под 17-годишна възраст. Съществуват също и месечни карти и специални билети за хора с увреждания.
Маршрутите са съобразени с тези на други превозвачи като КалТрейн, БАРТ и МЮНИ. „Самтранс“ има спирки на метростанции, железопътни гари или споделя спирките с други автобусни превозвачи или спира близо до спирки на другите превозвачи.